# Tetrops elaeagni
Tetrops elaeagni là một loài bọ cánh cứng trong họ Cerambycidae.